# Centrerat oktogontal
Centrerat oktogontal är ett centrerat polygontal som representerar en oktogon med en punkt i mitten, och som byggs vidare av punkter kring den. Det centrerade oktogontalet för n ges av formeln:
{\displaystyle 8T_{n-1}+1}
där T är ett vanligt triangeltal, eller mycket mer simpelt, genom att kvadrera udda tal:
{\displaystyle (2n-1)^{2}=4n^{2}-4n+1}
De första centrerade oktogontalen är:
1, 9, 25, 49, 81, 121, 169, 225, 289, 361, 441, 529, 625, 729, 841, 961, 1089, …
Alla centrerade oktogontal är udda och i basen 10 följer den sista siffran i talen mönstret 1-9-5-9-1. Ett udda tal är centrerat oktogonalt om och endast om det är en perfekt kvadrat.